# Ligny-sur-Canche
Ligny-sur-Canche település Franciaországban, Pas-de-Calais megyében. Lakosainak száma 188 fő (2022. január 1.). Ligny-sur-Canche Nuncq-Hautecôte, Bonnières, Boubers-sur-Canche, Fortel-en-Artois és Frévent községekkel határos.

## Népesség
A település népességének változása:
| Lakosok száma | 181  | 181  | 194  | 194  | 192  | 190  | 187  | 188  | 188  |
|               | 2013 | 2015 | 2016 | 2017 | 2018 | 2019 | 2020 | 2021 | 2022 |